# Czernomorec
Czernomorec (bułg. Черноморец) – miasto w południowo-wschodniej Bułgarii, w obwodzie Burgas, w gminie Sozopol, kurort na wybrzeżu Morza Czarnego, położony pomiędzy przylądkami Akra i Tałasakra. Znajduje się ok. 25 km na południowy wschód od Burgasu.
Do 1951 roku miejscowość nosiła nazwę Sweti Nikoła (bułg. Свети Никола, tłum. Święty Mikołaj). Prawa miejskie posiada od 2009 roku.

## Galeria

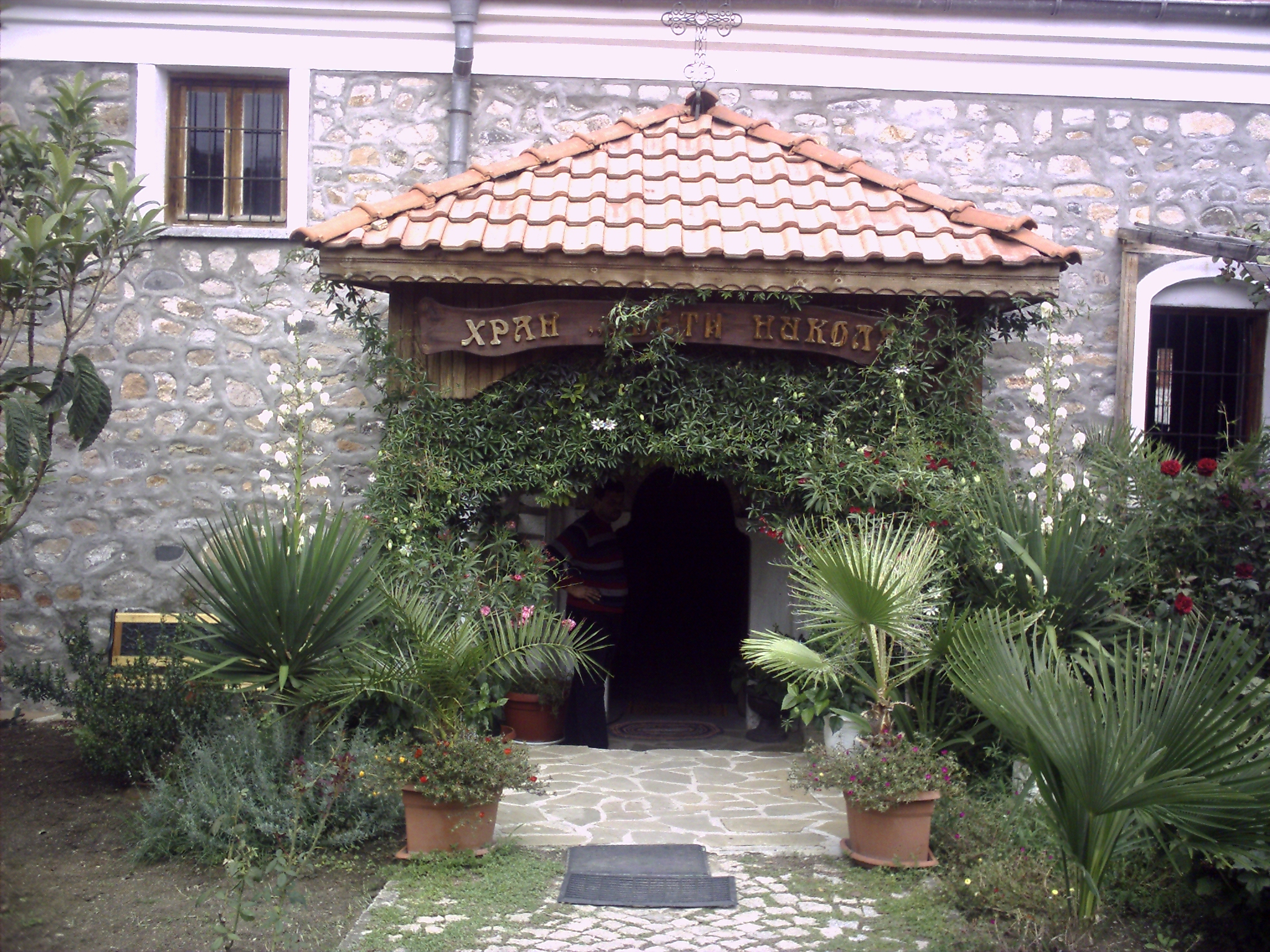
Cerkiew Św. Mikołaja
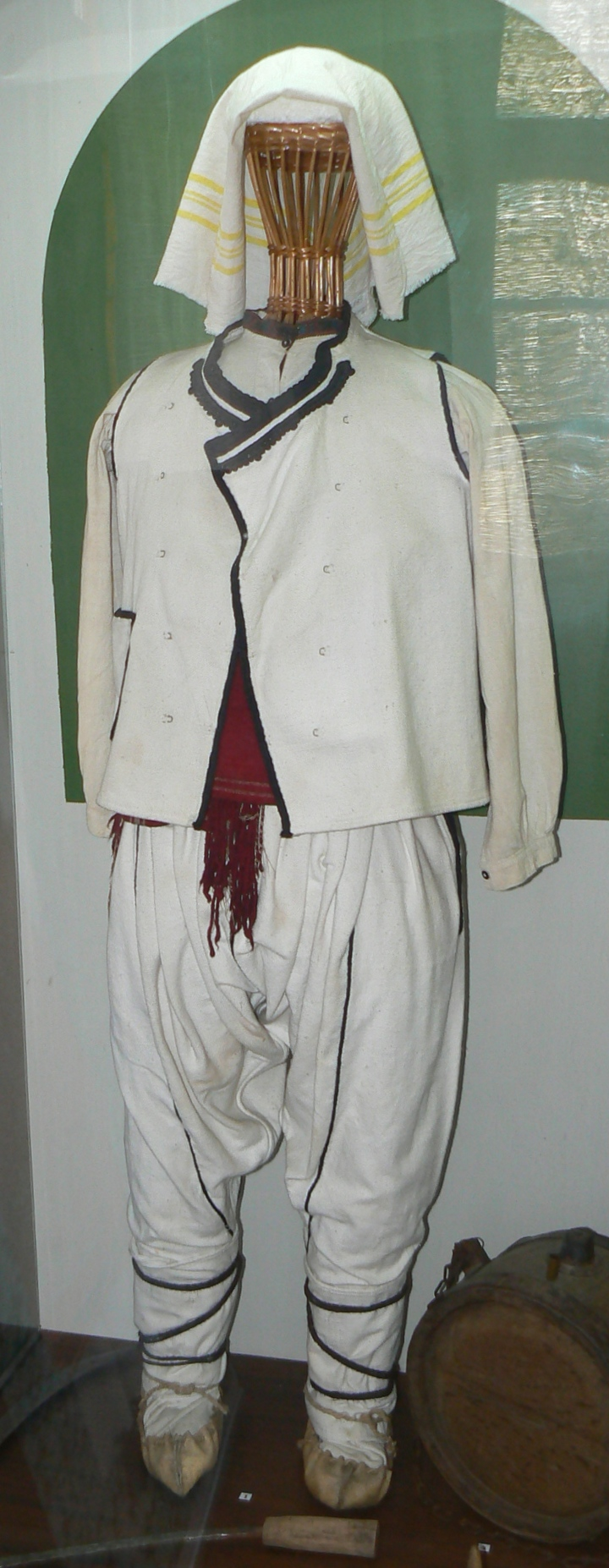
Tradycyjny strój męski
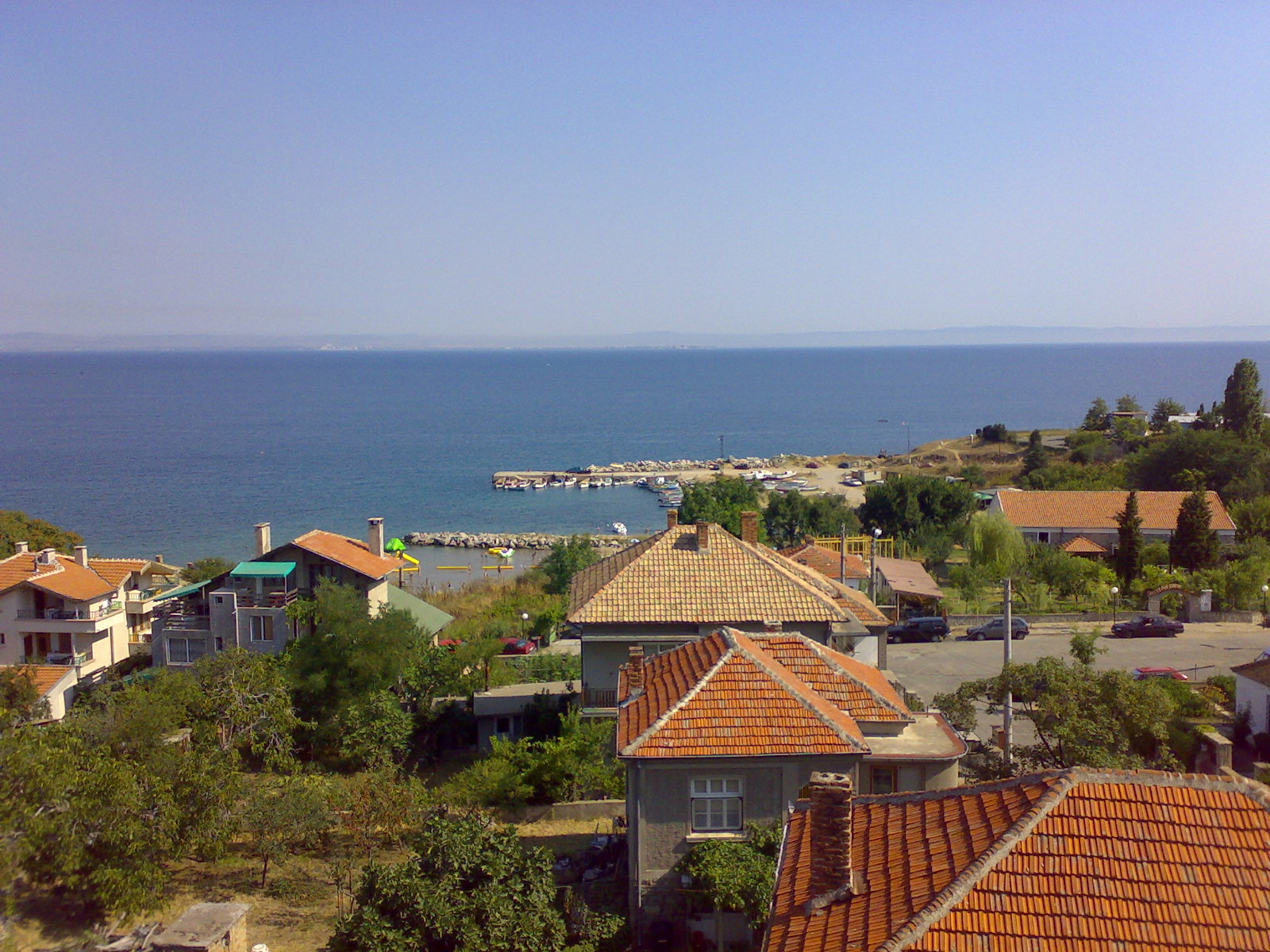
Panorama miasta
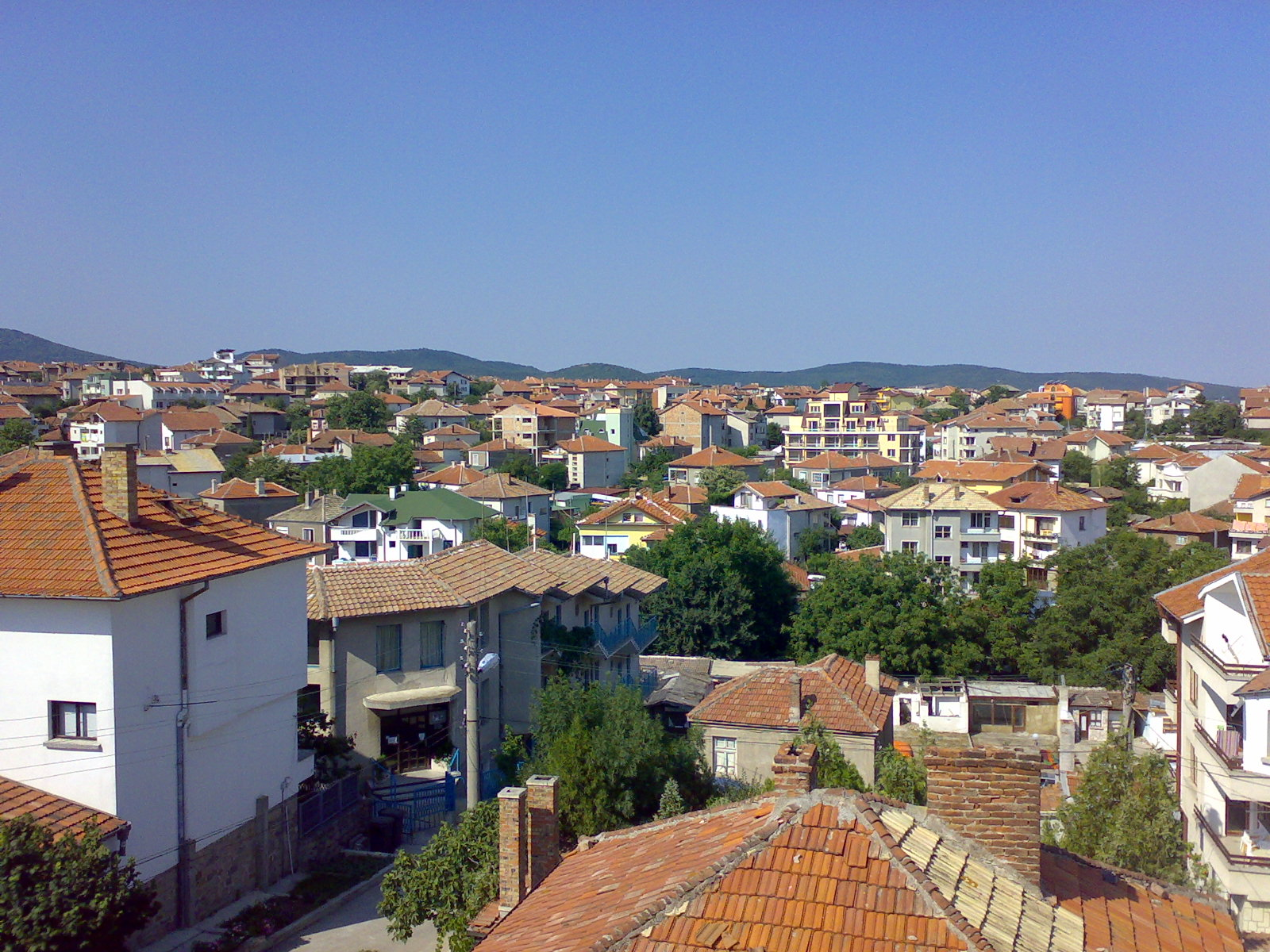
Panorama miasta